# Tempesta di sabbia australiana del 2009

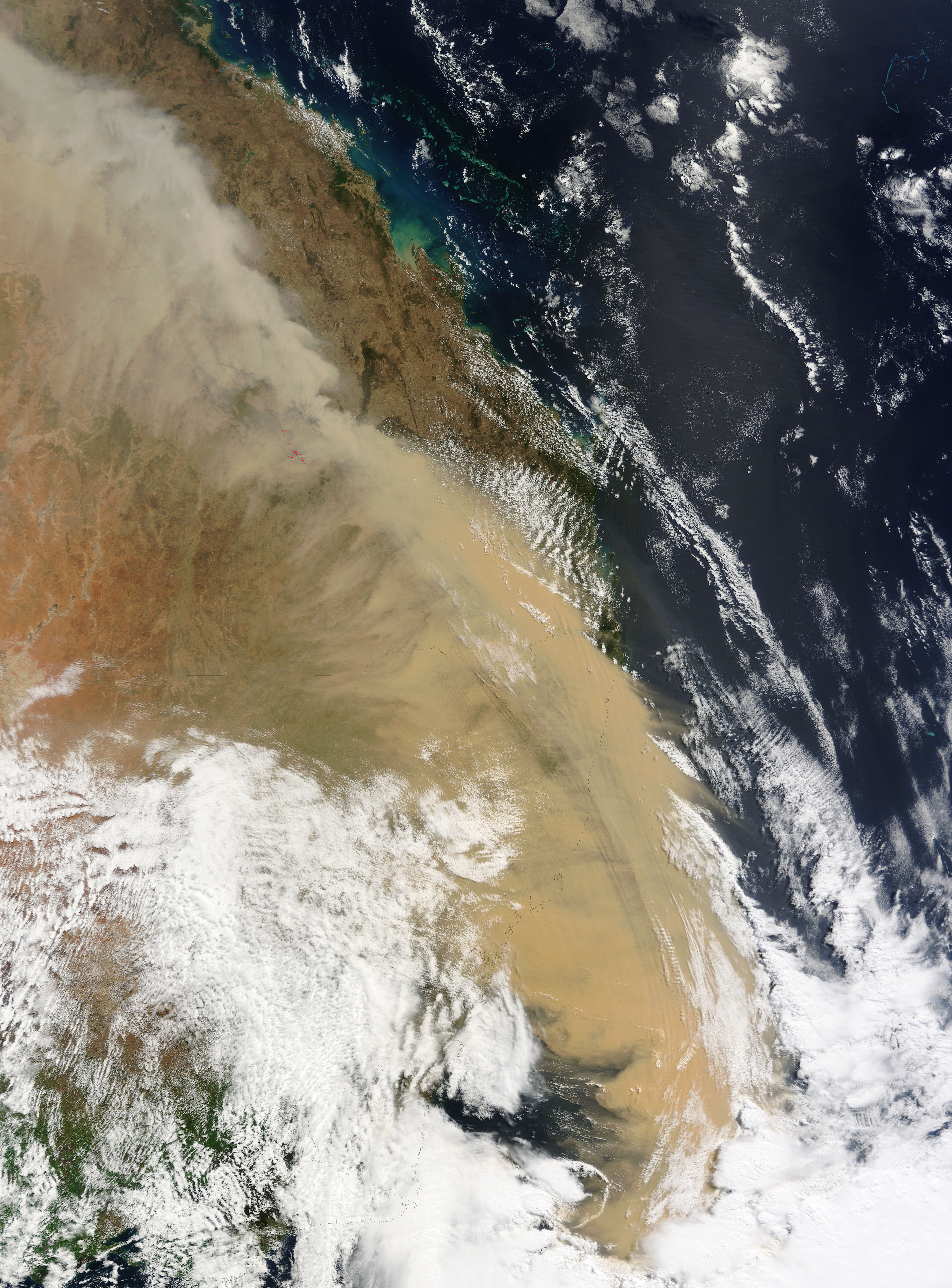
Immagine satellitare del fronte della tempesta scattata il 23 settembre 2009

La tempesta di sabbia australiana del 2009, nota anche come tempesta di sabbia dell'Australia orientale, fu una tempesta di sabbia che imperversò negli stati australiani del Nuovo Galles del Sud e del Queensland tra il 22 e il 24 settembre 2009. La capitale australiana, Canberra, fu colpita il 22 settembre, mentre il 23 settembre la tempesta raggiunse Sydney e Brisbane. 
Il 23 settembre il fronte della tempesta misurava più di 500 chilometri di larghezza e più di 1 000 chilometri di lunghezza, ricoprendo dozzine di città in due diversi stati. Il 24 settembre delle analisi compiute dalla NASA con il sistema MODIS misurarono una distanza tra la punta settentrionale del fronte della tempesta presso Capo York e la punta meridionale di ben 3 450 chilometri.
La tempesta per la sua rarità è stata descritta dal Bureau of Meteorology australiano come un "evento piuttosto incredibile" oltre che il peggiore avvenuto nello stato del Nuovo Galles del Sud.